# Guilin
Guilin (standardna džuangščina: Gveilinz), prej romanizirano kot Kveilin, je mesto na ravni prefekture na severovzhodu kitajske avtonomne regije Guangši–Džuang. Jee na zahodnem bregu reke Li in na severu meji na Hunan. Njegovo ime pomeni »gozd sladkega osmantusa« zaradi velikega števila dišečih dreves sladkega osmanta, ki rastejo v regiji. Mesto je že dolgo znano po svoji kraški pokrajini.
Guilin je ena najbolj priljubljenih turističnih destinacij na Kitajskem, z mestom pa se pogosto povezuje vzdevek »Ob vodi, ob gorah, najlepši, Guilin« (山水甲天下). Kitajski državni svet je Guilin v prvi izdaji seznama imenoval za nacionalno znano zgodovinsko in kulturno mesto.

## Zgodovina
Pred dinastijo Čin je območje Guilin naseljevalo ljudstvo Baijue. Leta 314 pr. n. št. je bilo ob bregovih reke Li ustanovljeno majhno naselje.
Med pohodi dinastije Čin (221–206 pr. n. št.) proti državi Nanjue je bila na območju okoli Guilina ustanovljena prva uprava. Sodobno mesto je bilo znotraj Guilinske komanderije, od koder izvira sodobno ime Guilin.
Leta 111 pr. n. št., med vladavino cesarja Vuja iz dinastije Han, je bilo ustanovljeno okrožje Šjan (poenostavljeno kitajsko: 始安县; tradicionalno kitajsko: 始安縣), kar bi lahko šteli za začetek mesta.
Leta 507 n. št. se je mesto preimenovalo v Guidžov (prefektura Gui, 桂州).
Leta 634 je bilo na mestu sodobnega Guilina ustanovljeno okrožje Lingui pod prefekturo Gui. Leta 868 se je Pang Šun uprl dinastiji Tang iz prefekture Gui.
Guilin je v času dinastij Tang in Song cvetel, a je ostal okrožje. Mesto je bilo tudi povezava med centralno vlado in jugozahodno mejo, kjer so bile nameščene redne vojske za varovanje te meje. Skozi mesto so zgradili prekope, da so lahko zaloge hrane neposredno prevažali iz ravnice Jangce, ki je bila donosna hrana, do najbolj oddaljene jugozahodne točke cesarstva.
Leta 997 je bilo ustanovljeno zahodno okrožje Guangnan, predhodnik sodobnega Guangšija, s prestolnico Guidžov. Leta 1133 se je Guidžov preimenoval v prefekturo Džingdžjang (poenostavljeno kitajsko: 静江路; tradicionalno kitajsko: 靜江路). Leta 1367 se je ime spremenilo v prefekturo Guilin (桂林府).
Leta 1921 je Guilin postal eno od poveljstev Severne ekspedicijske armade pod vodstvom Sun Jat-sena. Leta 1940 je bilo ustanovljeno mesto Guilin. Guilin je bil pred letom 1912 in od leta 1936 do 1949 glavno mesto province Guangxi.
Guilin je med drugo svetovno vojno postal eno najpomembnejših vojaških, prometnih in kulturnih središč Kitajske. Mesto se je drastično razširilo, ko so vanj prihajali begunci z vse Kitajske in do leta 1944 se je njegovo prebivalstvo povečalo s 70.000 pred vojno na več kot 500.000. Gostilo je intelektualce in umetnike, vključno z Guo Moruom, Mao Dunom, Ba Jinom, Tian Hanom, Xu Beihongom, Feng Zikaijem in mnogimi drugimi.
Leta 1950 je bilo glavno mesto province Guangši preseljeno iz Guilina v Naning.
Leta 1981 je državni svet Guilin uvrstil na seznam štirih mest (ostala tri so Peking, Hangdžov in Sudžov), kjer bi moralo biti varstvo zgodovinske in kulturne dediščine ter naravne pokrajine prednostni projekt.
- Kip Ma Juana v Fubošanu v Guilinu
- Ulice Guilina med drugo svetovno vojno
- Zemljevid, ki vključuje Guilin (označen kot 桂林 KUEI-LIN (KWEILIN) (Obzidan)) (AMS, 1954)

## Geografija
Guilin je v severnem Guangšiju, meji na Liudžov na zahodu, Laibin na jugozahodu, Vudžov na jugu, Hedžov na jugovzhodu in znotraj sosednjih Hunan, Huaihua na severozahodu, Šaojang na severu in Jongdžov na vzhodu. Skupna površina je 27.809 kvadratnih kilometrov. Topografijo območja zaznamujejo kraške formacije. Kras, ki obdaja Guilin, je sestavljen iz apnenca in dolomitnih kamnin iz triasnega obdobja. Skozi mesto teče reka Li.
Hribi in gore: hrib Diecai (叠彩山), Hrib slonjega rilca (pinjin: Xiàngbí Shān), Hrib, ki premaguje valove (伏波山), gorovje Lipu, gora Kitten, najvišji vrh Guangšija, in hrib Jao (尧山).
Jame: Jama trstične piščali (pinjin: Lúdí Yán), jama Sedem zvezd (pinjin: Qīxīngyán).

## Podnebje
Guilin ima vlažno subtropsko podnebje, na katerega vpliva monsun (Köppen Cfa, ki meji na Cwa), s kratkimi, milimi zimami in dolgimi, vročimi, vlažnimi poletji. Zima se začne suha, vendar postaja vse bolj vlažna in oblačna. Pomlad je običajno oblačna in pogosto deževna, medtem ko je poletje še vedno deževno, čeprav je najbolj sončen čas v letu. Jesen je sončna in suha. Mesečna 24-urna povprečna temperatura se giblje od 8,1 °C v januarju do 28,2 °C v juliju, letno povprečje pa je 19,12 °C. Letna količina padavin je nekaj manj kot 1890 mm in v največji meri (~50 %) pade od aprila do junija, ko se pojavijo slivove padavine, ki pogosto predstavljajo nevarnost poplav. Z mesečnim odstotkom možnega sončnega obsevanja od 14 % v marcu do 53 % v septembru mesto prejme 1487 ur močnega sončnega obsevanja letno. Ekstremne temperature od leta 1951 so se gibale od -4,9 °C (čeprav je bila 25. januarja 1940 zabeležena neuradna rekordno nizka temperatura -5,0 °C) do 40,3 °C.

## Upravne enote
Guilin upravlja sedemnajst upravnih enot, med njimi s 6 okrožji, 8 okrajev, 2 avtonomni okrožji in 1 mesto na ravni okrožja.
| Map |
| --- |
| Xiufeng Diecai Xiangshan Qixing Yanshan Lingui Yangshuo · County Lingchuan · County Quanzhou · County Xing'an · County Yongfu · County Guanyang · County Longsheng · County Ziyuan · County Pingle · County Gongcheng · County Lipu · (city) |

## Demografija
Po kitajskem popisu prebivalstva iz leta 2020 je imelo mesto 4.931.137 prebivalcev, od tega jih je 2.148.641 živelo v pozidanem (ali metropolitanskem) območju, ki ga sestavlja 6 mestnih okrožij in okraje Lingčuan, ki je zdaj v somestju. Po kitajskem popisu prebivalstva iz leta 2010 je bila največja etnična skupina v mestu na ravni prefekture Kitajci Han, ki so predstavljali 84,53 % celotnega prebivalstva. Sledili so jim Jao s 7,79 % in Džuang s 4,81 %. Prebivalci mestnega območja Guilina govorijo narečje mandarinščine, medtem ko se Pinghua pretežno govori v predmestjih in okolici.

## Gospodarstvo
- BDP na prebivalca je bil leta 2020 41891 jenov (približno 6569 USD), kar je št. 134. mesto med 659 kitajskimi mesti
- Lokalne industrije: kondomi, farmacevtski izdelki, pnevmatike, stroji, gnojila, svila, parfumi, vino, čaj, cimet, zeliščna zdravila
- Lokalni kmetijski proizvodi: šatian pomelo, poletna pomaranča, Fructus Momordicae, ginko, lunin kaki, Lipu Taro, Sanhua alkohol, poprova omaka, fermentirana tofu torta, riževi rezanci Guilin, vodni kostanj, žito, ribe in suha mlečna krema v zvitkih

Do leta 1949 so v Guilinu obstajale le termoelektrarna, cementarna in nekaj majhnih tekstilnih tovarn kot znaki industrializacije. Vendar pa je Guilin od 1950-ih dodal tovarne elektronike, inženiringa in kmetijske opreme, zdravil, gume, avtobusov, tekstila in bombažne preje. Predelava hrane, vključno s predelavo lokalnih kmetijskih pridelkov, ostaja najpomembnejša industrija. Novejša in modernejša industrija se ponaša z visoko tehnologijo, terciarno industrijo pa zaznamujejo turizem, trgovina in storitve.
Državljani držav ASEAN ne potrebujejo vizuma za obisk Guilina, če je del potovanja, ki traja največ 144 ur (brez dneva prihoda).

## Kuhinja
Guilinska kuhinja je mešanica kantonske kuhinje in kuhinje Džuang. Znana je po prigrizkih in uporabi začimb, zlasti čilija. Čili omaka Guilin (桂林辣椒酱), ki jo domačini pogosto uporabljajo pri kuhanju, je narejena iz svežega čilija, česna in fermentirane soje ter velja za enega od treh zakladov mesta (桂林三宝). Druga dva od treh zakladov sta Guilin Sanhua DŽju (桂林三花酒), vrsta Mišjang Baijiu - likerja, destiliranega iz riža; in Guilinski vloženi tofu.
Guilinski riževi rezanci so lokalna glavna jed za zajtrk že od dinastije Čin in so znani po svojem nežnem okusu. Legenda pravi, da je kuhar, ko so vojaki Čin, ki so trpeli zaradi driske, vstopili v to regijo, ustvaril guilinske riževe rezance za vojsko, ker so imeli težave z uživanjem lokalne hrane. Lokalna specialiteta so rezanci s konjskim mesom, vendar lahko to jed naročite tudi brez njega. Zongzi, cmok iz lepljivega riža in paste iz mung fižola, zavit v bambusov ali bananin list, je še ena priljubljena specialiteta v Guilinu.

## Slikovite točke
- Reka Li povezuje Guilin in okrožje Jangšuo
- Vožnja z ladjo po reki Li
- Riževe terase Longšeng (Ping An)
- Vas Cuiping
- Vas Šingping
- Splavi, ki plujejo po reki Julong v Jangšuo, okrožje Guilin
- Pagodi Sonca in Lune v jezeru Šan
- Jama trstične piščali
- Slikovit razgled na mesto iz parka Sedem zvezd
- Riževe terase Longdži

Slikovite točke okoli Guilina so:
- Knežja palača Džingdžjang, kraljevi kompleks iz časa dinastije Ming, ki leži blizu središča sodobnega Guilina.
- Jama trstične piščali - znana tudi kot "Palača naravnih umetnosti"; jama je dobila ime po vrsti trstike, ki raste zunaj in jo je mogoče predelati v piščali.
- Srebrna jama - Jama je talnega tipa s tremi plastmi in več kot desetimi slikovitimi točkami ter različnimi vrstami stalaktitov, ki so kristalno čisti in se lesketajo kot srebro, po čemer je jama dobila ime.
- Reka Li
- Jangšuo je okrožje pod jurisdikcijo mesta Guilin
- Jama sedmih zvezd in Park sedmih zvezd - obsežen apnenčasti jamski kompleks[20] (七星公园)
- Kamelja gora (骆驼山) in Hrib slonjega rilca
- Hrib nakopičenega venca (堆花彩山)
- Polmesečev hrib(月牙山)
- Fubo Hill (伏波山)
- Nanxi Hill (南溪山)
- Soteska Erlang (二郎山峡谷)
- Plaža Huangbu (rumena tkanina) (黄埔滩)
- Lunin hrib - hrib z naravnim lokom
- Riževe terase Longšeng - Terasasta polja so zgrajena vzdolž pobočja, ki se vije od rečnega brega do vrha gore, med 600 in 800 metri
- Starodavno mesto Dašu (大圩古市镇)
- Starodavno mesto Šingping (兴坪古镇)
- Duxiu, Vrh samotne lepote (独秀峰)
- Krajinski vrt Liusanjie (刘三姐景观园)
- Hrib Jao (尧山)
- Pagodi sonca in lune (日月双塔) - sta dve pagodi zgrajeni v mestnem jarku Guilina v času dinastije Tang